# Markt (Lübeck)
El markt (mercado) fue la primera plaza de la ciudad hanseática de Lübeck .

## Historia
Las excavaciones a finales de la década de 1990 descubrieron siete estratos de distintas épocas, lo que indica que el mercado estaba en constante actividad. También se encontró cerámica romana escondida en los pozos. Se cree que podrían ser ofrendas de la primera época histórica. Que el lugar ya tenía un significado especial en la historia temprana puede deducirse de los escritos del cronista Helmold von Bosau del año 1156, donde menciona que tribus paganas habían celebrado sus asambleas de gobierno (Thing) en esta plaza.
En la Edad Media, el comercio minorista solo estaba permitido en la zona del mercado entre la parte superior de la calle Mengstraße y el Kohlmarkt y entre el Schüsselbuden (una calle del casco viejo) hasta la calle ancha (Breite Straße). En 1290 había 322 puestos en el mercado. A finales del s. xιιι, los derechos de mercado se extendieron a toda el área de la ciudad. El mercado se reconstruyó por completo en la primera mitad del s. xιv, al principio en parte con edificios de madera que fueron siendo sustituidos gradualmente por edificios sólidos con sótanos.
Las antiguas casas de los mercaderes, situadas frente a la iglesia de Santa María (Marienkirche) y remodeladas en el s. xvιιι, formaban el límite actual del mercado. Solo se ha conservado el sótano gótico del n.° 2.
En la tarde del 18 de junio de 1871, los habitantes de Lübeck recibieron por última vez a sus militares que regresaban a casa victoriosos de la guerra. 
Después de que el 1 de abril de 1873 y el 1 de enero de 1874 se suprimiera el anterior estatus especial de las oficinas superiores de correos de las Ciudades Libres y Hanseáticas de Hamburgo y Bremen y se establecieran jefaturas superiores de correos en ellas, la oficina central de correos de Lübeck se disolvió y se asignó al distrito de Hamburgo. La fachada del representativo palacio de correos neogótico, construido en el mercado a principios de la década de 1880, se simplificó mucho en su estilo después de la Primera Guerra Mundial y en la década de 1950 tras la Segunda Guerra Mundial. Después de que la oficina de correos lo abandonara, el edificio fue demolido en 2003 y sustituido en 2005 por unos nuevos y modernos grandes almacenes diseñados por el arquitecto Christoph Ingenhoven.
Bajo el liderazgo de Eduard Kulenkamp, la Sociedad de Amigos del Arte logró “liberar” a Lübeck del monumento del Emperador  Wilhelm, del escultor Cuno von Uechtritz-Steinkirch, que originalmente estaba destinado al mercado. El mérito de Kulenkamp es innegable. Cuando se nombró la nueva comisión de normas de construcción de un monumento al emperador, se le reconoció este mérito al ser nombrado miembro de la misma. 

## Desarrollo y posterior historia
El mercado está cerrado al noreste por la estructura angular del ayuntamiento, que lo separa visualmente de la zona peatonal de la Breiten Straße detrás de él, aunque hay una conexión peatonal a través de los soportales del ayuntamiento. El sótano del ayuntamiento de Lübeck, situado debajo del ayuntamiento, está documentado como tal desde 1220. A pesar de la destrucción causada por el bombardeo de Lübeck el 29 de marzo de 1942 y de la reducción de su tamaño hacia el sur durante la reconstrucción del centro de la ciudad, el mercado tiene casi el mismo aspecto que en las antiguas vistas con el poderoso telón de fondo de la iglesia de Santa María. El Kaak, una audiencia cubierta y una picota medievales, fue desmontado después de la guerra en 1952 y almacenado; en 1986 se reconstruyó ligeramente hacia el norte utilizando las piezas antiguas. No hubo suficiente dinero para reconstruir la casa consistorial de la ciudad, que fue demolida al mismo tiempo, por lo que la esquina noroeste es un espacio abierto sin utilizar. La fuente del mercado, construida en 1873, fue demolida en 1934, ya que el mercado se utilizó como aparcamiento hasta principios de la década de 1980.

## Utilización
En Adviento tiene lugar en el mercado un mercadillo navideño. En un extremo del mercado hay un relieve del casco antiguo.

## Kohlmarkt
Artículo principal: Kohlmarkt (Lübeck)
Detrás de la parte sur de la edificación del mercado se encuentra el Kohlmarkt. Su nombre proviene de la Edad Media, cuando se vendía allí carbón (y no coles, como se suele suponer erróneamente). Sin embargo, hoy en día su función como plaza no llega a materializarse porque, a primera vista, solamente es una gran parada del sistema de transporte público de Lübeck. Desde Kohlmarkt, la calle Holstenstraße desciende por la colina del casco antiguo hasta el río Trave y pasa por el puente Holstenbrücke en dirección a Holstentor, al oeste del casco antiguo. Sin embargo, según la interpretación de Wilhelm Brehmer, el Kohlmarkt podía discurrir por ambos lados de la Holstenstraße. Junto con la Wahmstraße y la Holstenstraße, el Kohlmarkt constituye la única conexión este-oeste del casco antiguo de Lübeck y la Sandstraße la conexión suroeste, por lo que es una ruta importante para el transporte público
Al oeste del mercado, la calle Schüsselbuden conecta las calles Beckergrube y Mengstrasse con el Kohlmarkt y con la Holstenstrasse.